# Sarah Kaufman
Sarah Kaufman (ur. 20 września 1985 w Victorii) − kanadyjska zawodniczka mieszanych sztuk walki (MMA), mistrzyni Strikeforce w wadze koguciej (do 61 kg) z 2010. W latach 2013−2015 związana z UFC. Od 2018 mistrzyni Invicta FC w wadze koguciej.

## MMA
W MMA zadebiutowała 3 czerwca 2006 nokautując w 3. rundzie Liz Posener. Do 2009 walczyła na lokalnych kanadyjskich galach m.in. King of the Cage i TKO Major League MMA pokonując m.in. Alexis Davis oraz zdobywając tytuł mistrzowski Hardcore Championship Fighting który obroniła raz.

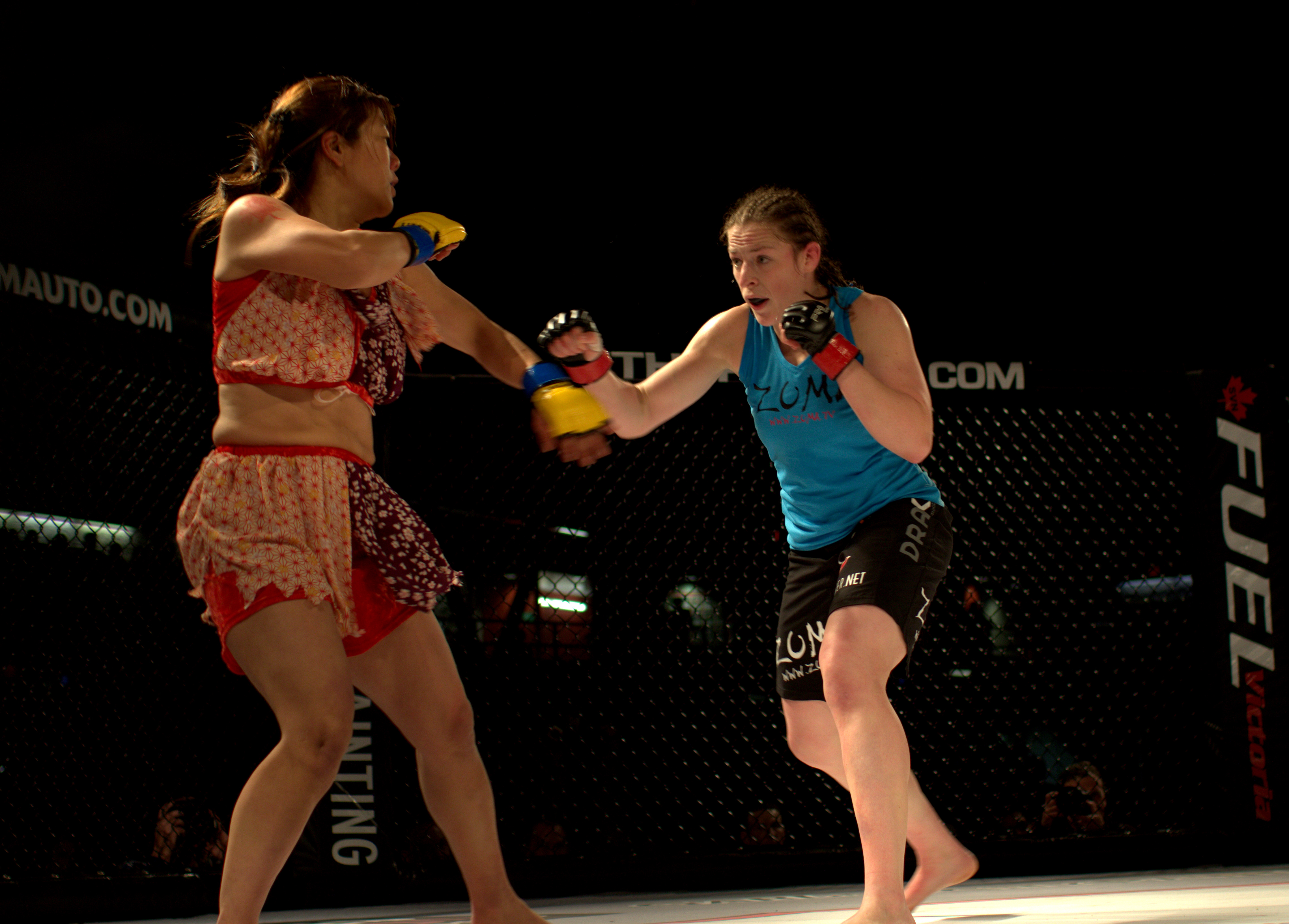
Sarah Kaufman (z prawej) w trakcie walki z Megumi Yabushitą, 2 kwietnia 2011

W maju 2009 zadebiutowała w czołowej na świecie organizacji Strikeforce pokonując Mieshe Tate na punkty. 26 lutego 2010 pokonała po pięciorundowym pojedynku Japonkę Takayo Hashi i zdobyła inauguracyjne mistrzostwo Strikeforce w wadze półśredniej (później nazywana wagą kogucią).
Tytuł obroniła raz 23 lipca 2010 kiedy to znokautowała Roxanne Modafferi, wynosząc ją i rozbijając o ziemię. 9 października tego samego roku straciła mistrzostwo na rzecz Holenderki Marloes Coenen poddając się na skutek założonej dźwigni na staw łokciowy.
18 sierpnia 2012 ponownie otrzymała szanse stoczenia walki o tytuł z ówczesną mistrzynią Rondą Rousey, lecz szybko uległa Amerykance bo w niecałą minutę odklepując dźwignię na łokieć.
W 2013 stoczyła zwycięską walkę w Invicta FC po czym podpisała kontrakt z UFC. Jeszcze w tym samym roku zadebiutowała w organizacji na UFC 166 przegrywając niejednogłośnie na punkty z Jessicą Eye lecz po walce okazało się, iż w organizmie Eye wykryto zakazaną substancję (marihuana). Komisja Sportowa Stanu Texas postanowiła ukarać Eye dyskwalifikacją oraz zmianą werdyktu na nierozstrzygnięty (no contest). 16 kwietnia 2014 wygrała swój pierwszy pojedynek w UFC wypunktowując na pełnym dystansie Leslie Smith.
25 kwietnia 2015 przegrała w rewanżu z Alexis Davis przed czasem, natomiast 19 grudnia tego samego roku na gali UFC on Fox: dos Anjos vs. Cerrone 2 przegrała z Kirgizką Walentiną Szewczenko niejednogłośnie na punkty - po przegranej z tą drugą została wolną agentką. 
W grudniu 2017 ponownie związała się z Invicta FC tocząc 13 stycznia 2018 pojedynek ze Szwedką Pannie Kianzad, którą pokonała jednogłośnie na punkty. 4 maja 2018 podczas gali Invicta FC 29 poddała duszeniem Niemkę Katharinę Lehner w trzeciej rundzie, zdobywając tym samym wakujące mistrzostwo organizacji w wadze koguciej.

## Osiągnięcia
- 2007−2008: mistrzyni Hardcore Championship Fighting w wadze koguciej
- 2010: mistrzyni Strikeforce w wadze koguciej
- 2018: mistrzyni Invicta FC w wadze koguciej